# Min Byung-dae
Min Byung-dae (20 de fevereiro de 1918 – 4 de janeiro de 1983) foi um futebolista e treinador sul-coreano que atuava como defensor.

## Carreira
Min Byung-dae fez parte do elenco da Seleção Sul-Coreana de Futebol, na Copa do Mundo de 1954.